# 丁香醛双腙
丁香醛双腙是一种有机化合物，化学式为C18H20N2O6，它可由丁香醛和肼基甲酸反应制得。它在MES-NaOH缓冲体系（pH 5.3）中可以用于测试漆酶的活性。